# Alexander Gause

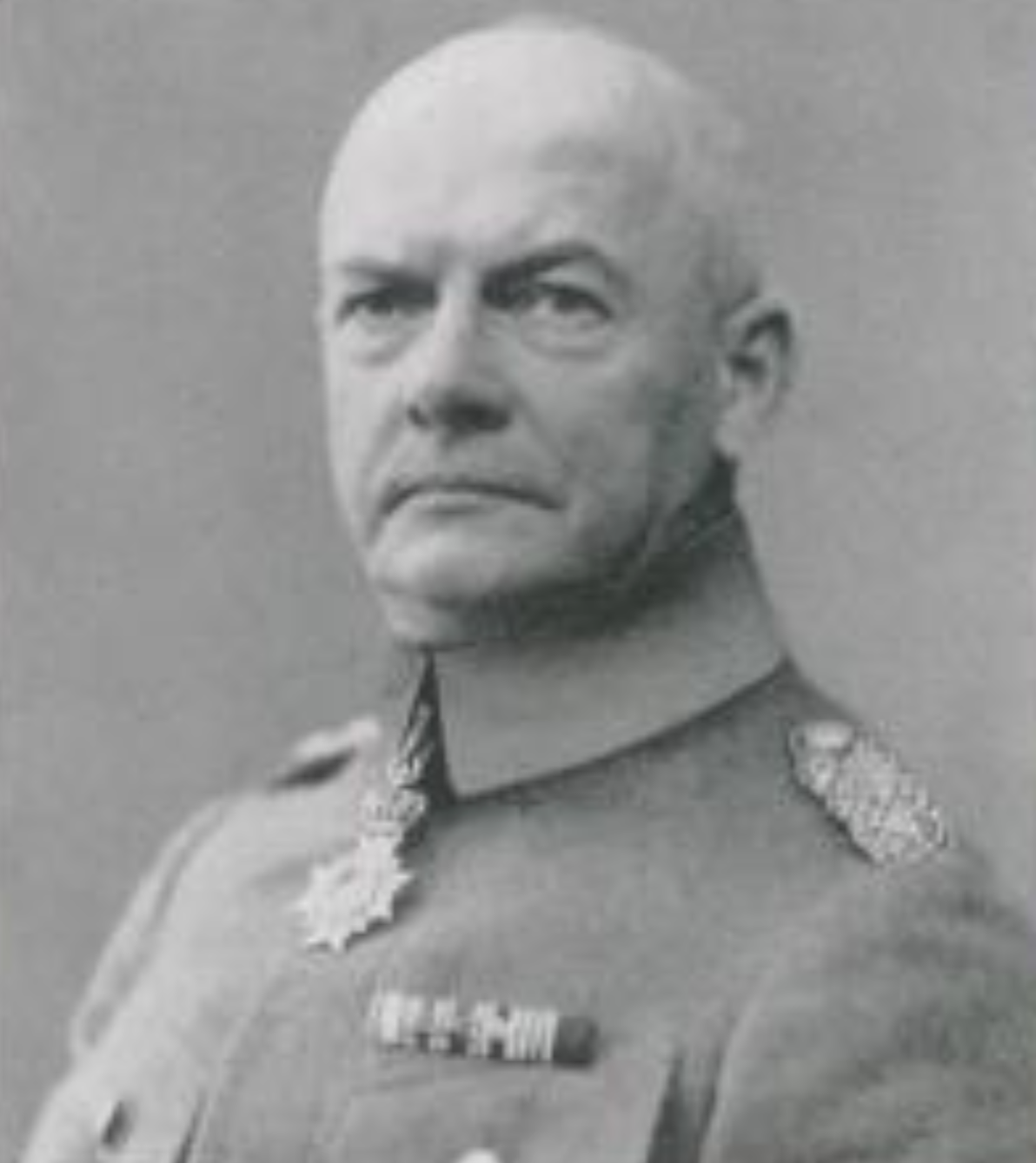
Alexander Gause

Heinrich Alexander Gause (* 3. August 1871 in Berlin; † nach 1939) war ein sächsischer Oberst und Träger des Kommandeurkreuz II. Klasse des Militär-St.-Heinrichs-Ordens, dem ältesten deutschen Militärorden.

## Leben

### Karriere
Er wurde am 25. November 1891 zum Fähnrich im Infanterie-Regiment „König Wilhelm II. von Württemberg“ (6. Königlich Sächsisches) Nr. 105 ernannt und avancierte am 21. Juni 1892 zum Leutnant. Er wurde am 28. Juni 1899 zum Oberleutnant in der 6. Kompanie unter dem Kompaniechef Kurt Stark befördert. Er verblieb die weiteren Jahre im Regiment und wurde nach Beförderung zum Hauptmann am 20. Juni 1906 als Kompaniechef der 5. Kompanie in das 13. Königlich Sächsisches Infanterie-Regiment Nr. 178 unter Oberst Mortimer von Suckow versetzt.

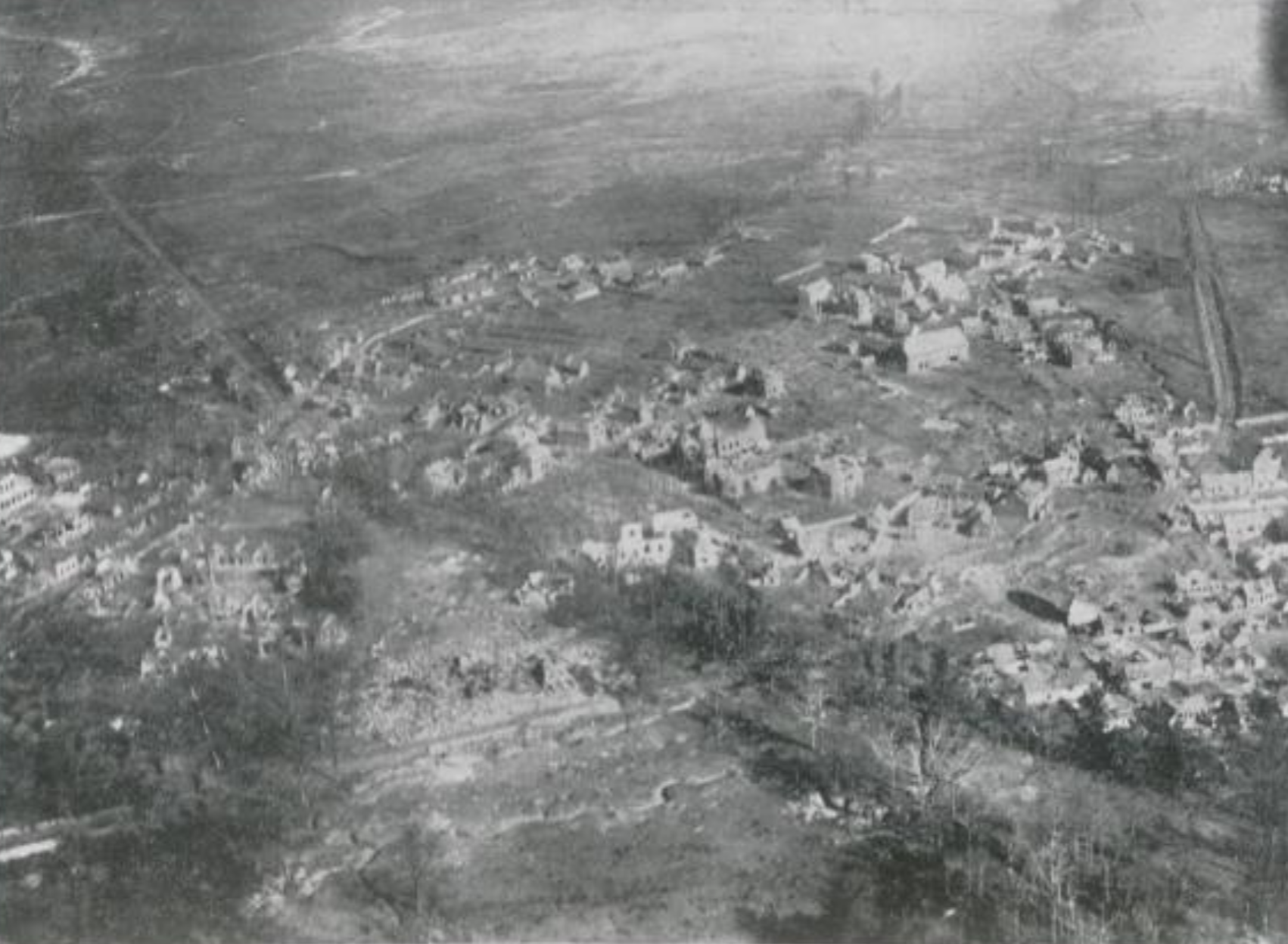
Das französische Dorf Havrincourt nach den Kampfhandlungen.

Nach Ausbruch des Ersten Weltkrieges rückte er mit seinem Regiment ins Feld und wurde unter Beförderung zum Major am 19. August 1914 Kommandeur des I. Bataillons. Im Februar 1915 wurde er mit dem Offizierskreuz des Albrechtsordens mit Schwertern und dem  ausgezeichnet. Im Juli 1916 wurde er mit der Krone zum Ritterkreuz I. Klasse des Albrechtsorden ausgezeichnet. Er konnte sich dabei südwestlich Combles während der Schlacht an der Somme deutlich durch Tapferkeit auszeichnen und konnte unter hohen Verlusten einen feindlichen Durchbruch verhindern, weshalb er am 7. August 1916 mit dem Ritterkreuz des Militär-St.-Heinrichs-Ordens ausgezeichnet wurde. Er wurde am 26. Januar 1918 als Nachfolger von Oberst Wilhelm Lüddecke zum Regimentskommandeur des Königlich-Sächsischen Reserve-Infanterie-Regiments 242 ernannt. Er nahm mit seinem Regiment an der Großen Schlacht bei Frankreich teil, wo sein Regiment im März 1918 bei der Eroberung des französischen Dorfes Havrincourt beteiligt war. Einige Tage später nahm er mit seinem Regiment an den heftigen Straßenkämpfen von Mailly-Raineval teil. Die gewonnene Stellung konnte er trotz heftigster Gegenangriffe verteidigen. Er wurde dafür am 18. April 1918 mit dem Kommandeurkreuz II. Klasse des Militär-St.-Heinrichs-Ordens ausgezeichnet. Damit war er während des Ersten Weltkriegs einer von nur 153 Offizieren, welche das Kommandeurkreuz II. Klasse verliehen bekamen. Bis zur Auflösung im September 1918 blieb er Kommandeur des Reserve Infanterie-Regiments 242. Anschließend war er für die Führung des Ersatz-Regiments 32 bei der 19. Ersatz-Division vorgesehen.

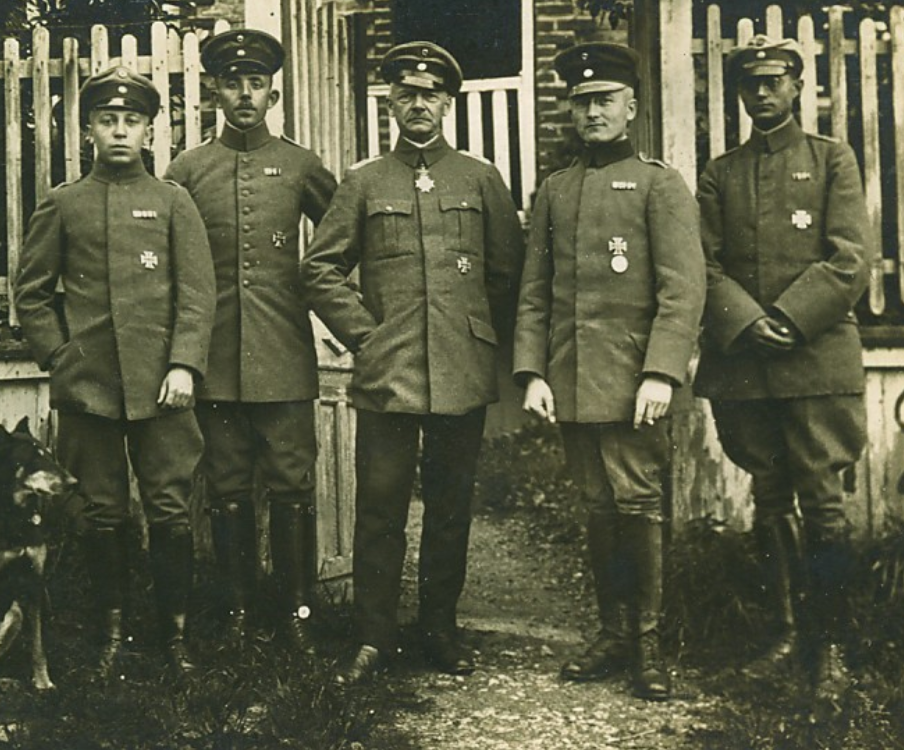
Gause (Mitte) mit Offizieren des Reserve-Infanterie-Regiments Nr. 242

Gause schloss sich nach dem Waffenstillstand im November 1918 der sächsischen Brigade Südlitauen unter Generalmajor Otto von Ompteda an. Die Brigade wurde im Baltikum eingesetzt und kämpfte zusammen mit litauischen Truppen gegen die Invasionstruppen der Roten Armee. Er wurde in der Brigade als Major Kommandeur des Freiwilligen Infanterie-Regiments 19, einem Regiment, welches am 1. April 1919 u. a. aus dem Ende 1918 aufgelösten Infanterie-Regiment 19 gebildet worden war. Das Regiment bildete später das Reichswehr-Regiment Nr. 57. Mit seinem Regimentsstab war er in der Kaunaser Vorstadt Rishny Schanzy stationiert, wobei sein Regiment sich an zahlreichen Patrouillengefechten gegen Angehörige der Roten Armee, sowie später auch polnische Truppen. Sein Regiment begann im Juli 1919 mit dem Rückmarsch aus Litauen; das I. Bataillon des Regiments rückte dabei schon am 8. Juli aus, wogegen er mit seinem Regimentsstab und dem II. Bataillon am 10. Juli in Kaunas verladen, nach Wilkowski befördert und dann in den Unterbringungsraum bei Pustopedzie marschierten. Mitte August erfolgte zwecks Unruhen in Chemnitz die Rückkehr nach Sachsen und er erreichte am 18. August den Truppenübungsplatz Zeithain.
Er führte in der Nachkriegszeit den Titel eines Oberst a. D. und wurde Landesverbandsvorsitzender des Veteranenvereins der ehemaligen „105er“. Er hielt so bei einer Wiedersehensfeier im Juni 1928 eine Ansprache über die mehr als 4000 Gefallenen Regimentsangehörigen im Ersten Weltkrieg.